# Débranche ! (chanson)
Pour l'album de France Gall, voir Débranche !.
Singles de France Gall
Diego libre dans sa tête
(1981) Hong-Kong Star
(1984)
Clip vidéo
[vidéo] « France Gall - Débranche (Clip officiel) », sur YouTube
Débranche ! est une chanson d'amour synthpop de France Gall, écrite et composée par Michel Berger, premier single extrait de son album Débranche ! de 1984,, un des nombreux et plus importants succès de sa carrière.

## Historique
Après La Minute de silence (enregistrée au piano en duo avec Daniel Balavoine pour son 7e album Voyou de 1983) l'auteur-compositeur-interprète Michel Berger compose et écrit cette nouvelle chanson d'amour tube à son public et à son épouse France Gall, avec musique à base de « nouvelle vague » synthpop-new wave de synthétiseurs et musique électronique anglo-saxonne des années 1980 « Le monde tient à un fil, moi je tiens à mon rêve, rester maître du temps, et des ordinateurs, coupe les machines à rêves, écoute parler mon cœur, si tu veux m'entendre dire, ce que mes yeux veulent te dire, je t'en prie, n'attends pas la fin de la nuit, débranche, coupe la lumière et coupe le son, revenons à nous... ». France Gall enchaîne le succès de la sortie de ce nouvel album avec trois semaines de concert au Zénith de Paris (album live France Gall au Zénith).

## Clip
France Gall tourne le premier clip de sa carrière avec ce tube. 

## Classements hebdomadaires
Le single fait d'abord une apparition dans les classements de l'IFOP en juin 1984, où il atteint la douzième place avant de figurer au Top 50, classement officiel des ventes de singles créée le 3 novembre 1984, où Débranche ! y fait son apparition durant deux semaines à la 44e place. 
| Classement (1984)      | Meilleure position |
| ---------------------- | ------------------ |
| France (IFOP)          | 12                 |
| France (SNEP)          | 44                 |
| Québec (Max 30 Québec) | 4                  |

| Classement (2018) | Meilleure place |
| ----------------- | --------------- |
| France (SNEP)     | 33              |

L'album est double disque de platine avec plus de 600 000 exemplaires vendus. Le single est vendu à plus de 300 000 exemplaires.